# Ludum Dare

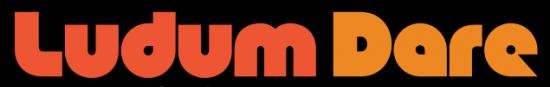
Novo logotipo do Ludum Dare

Ludum Dare (LD) ( Do latim: [ˈluːdũː ˈdarɛ], que significa 'dar um jogo', anteriormente Ludum Dare 48 (LD48), também chamado de LDJAM ) é uma competição acelerada de desenvolvimento de jogos eletrônicos.  Foi fundada por Geoff Howland e foi realizada pela primeira vez em Abril de 2002.  Atualmente o evento é dirigido por Mike Kasprzak, que faz parte da equipe desde o começo.  Os participantes são solicitados a criar um jogo eletrônico que preferencialmente se encaixe dentro de um determinado tema, no prazo de dois ou três dias.  Uma característica única desta competição é que os participantes geralmente lançam um vídeo com time-lapse do desenvolvimento de seu jogo.

## História
O Ludum Dare era originalmente apenas um fórum da Internet.  A primeira competição — muitas vezes referida como "Ludum Dare Zero" — foi realizada em Abril de 2002, com 18 participantes.  Sua popularidade chamou o foco para as competições, em vez do fórum.  O prazo foi subsequentemente aumentado para 48 horas, devido a decisão de que 24 horas era um período significativamente curto.  Desde 2011, a competição tem visto aumentos significativos no número anual de submissões de jogos desenvolvidos, em parte devido à fama do designer de Minecraft, Markus Persson, que participou sete vezes.
Até 2014, o evento foi muito informal, pois a equipe da Ludum Dare trabalhava em seu tempo livre.  Devido ao crescente número de participantes, o organizador de longa data, Mike Kasprzak, anunciou em Setembro de 2014 que tentaria criar um modelo de negócio que lhe permitisse trabalhar em tempo integral no projeto.  A cobrança de Ludum Dare, no entanto, sempre esteve "fora de questão", e atualmente o dinheiro é levantado exclusivamente por meio de doações.
Durante o Ludum Dare 35 em Abril de 2016, um pronunciamento reconhecendo vários problemas relacionados ao sistema de votação foi publicado.  Em particular, explicou que alguns usuários tentaram aumentar artificialmente suas classificações criando contas alternativas.  Como consequência desse problema, os futuros eventos do Ludum Dare foram cancelados indefinidamente até que um site substituto fosse construído para hospedar a competição.  Isso levou a uma repercussão da comunidade, e o evento seguiu em frente em Agosto de 2016, de forma independente, organizado pelo administrador do site e pela usuária ativa da comunidade conhecida como Sorceress.  Em relação às reclamações anteriormente levantadas, a comunidade decidiu por referendo renunciar à fase de classificação do jogo após o submissão dos projetos.  Tão unicamente, não houve vencedores naquela edição em especifico.

## Estrutura da Competição
Atualmente, o Ludum Dare é realizado duas vezes por ano.  Na semana anterior a cada competição, os temas sugeridos estão sujeitos a votos de participantes em potencial.  Um tema é posteriormente anunciado logo antes que os participantes recebam 48 horas para criar um jogo eletrônico (embora jogos de tabuleiro ou similares sejam também aceitos ) que preferencialmente se encaixa dentro da temática.  Todo o código do jogo e o conteúdo devem ser criados durante a competição e por uma única pessoa, e o código-fonte é incentivado a ser incluído.  Durante o evento, muitos participantes fazem capturas de tela do desenvolvimento do jogo para depois produzir um vídeo com time-lapse.  Além disso, muitos fazem uma transmissão ao vivo, particularmente desde Abril de 2013, quando um widget que exibia as transmissões hospedados no Twitch foi adicionado ao site do evento Ludum Dare.  Após o término da competição, os participantes recebem três semanas para jogar, classificar e votar em outros jogos enviados para determinar os vencedores.  Não há prêmios físicos ou em dinheiro, mas cada participante mantém a propriedade total de seu jogo — alguns alcançaram sucesso financeiro após o desenvolvimento de sua versão inicial.
A partir da 18ª edição da competição, que aconteceu em Agosto de 2010, foi lançada uma versão mais descontraída chamada "Jam".  O Jam, que permite equipes de desenvolvimento, código-fonte privado e um tempo de desenvolvimento estendido de 72 horas, ocorre simultaneamente com a competição solo.
Uma competição menor chamada "Mini Ludum Dare" é realizada durante meses sem um Ludum Dare.  Estes são hospedados por um participante veterano que é livre para decidir o tema dentro do qual os jogos devem caber.  As regras são geralmente as mesmas que em Ludum Dare, mas a limitação de 48 horas geralmente é ignorada em favor da participação tardia.
Todo mês de outubro, o Ludum Dare recebe o October Challenge, que desafia as pessoas a "terminar um jogo, levá-lo ao mercado e ganhar US $ 1".  Os participantes têm 31 dias para enviar um link para seu jogo no site.  O evento não é competitivo e é apenas um pequeno evento para incentivar o desenvolvimento de jogos de pessoas que não ganham dinheiro com seus jogos regularmente.

## Resultados
| No.  | Month         | Theme (bonus)                          | Participants | Participants | Compo winner                 | Compo winner                            | Jam winner                                                                                     | Jam winner                                      | Ref.                        |
| No.  | Month         | Theme (bonus)                          | Sign-ups     | Submissions  | Developer                    | Game                                    | Developer(s)                                                                                   | Game                                            | Ref.                        |
| ---- | ------------- | -------------------------------------- | ------------ | ------------ | ---------------------------- | --------------------------------------- | ---------------------------------------------------------------------------------------------- | ----------------------------------------------- | --------------------------- |
| 0†   | April 2002    | Indirect interaction                   |              | 18           | Endurion                     | Magnetic Fields                         |                                                                                                |                                                 |                             |
| 1    | July 2002     | Guardian                               | 136          | 46           | Hamumu                       | Scarecrow: Heart of Straw               |                                                                                                |                                                 |                             |
| 2    | November 2002 | Construction/destruction (sheep)       | 116          | 49           | ShredWheat                   | Sheep Town                              |                                                                                                |                                                 |                             |
| 3    | April 2003    | Preparation – Set it up, let it go     | 84           |              |                              |                                         |                                                                                                |                                                 |                             |
| 4    | April 2004    | Infection                              | 341          | 66           | randomnine                   | Commies!                                |                                                                                                |                                                 |                             |
| 5    | October 2004  | Random                                 | 93           |              | Jolle                        | Random Dungeon Exploration              |                                                                                                |                                                 |                             |
| 6    | April 2005    | Light and darkness                     | 143          | 52           | Jolle                        | Uplighter                               |                                                                                                |                                                 |                             |
| 7    | December 2005 | Growth                                 |              | 27           | Jolle                        | The People                              |                                                                                                |                                                 |                             |
| 8    | April 2006    | Swarms                                 | 150          | 66           |                              |                                         |                                                                                                |                                                 |                             |
| 8.5† | January 2007  | Moon/anti-text                         |              |              |                              |                                         |                                                                                                |                                                 |                             |
| 9    | April 2007    | Build the level you play               |              |              | DrPetter                     | Spatzap aka N/A                         |                                                                                                |                                                 |                             |
| 10   | December 2007 | Chain reaction                         | 158          | 51           | Hamumu                       | Short Fuse                              |                                                                                                |                                                 |                             |
| 10.5 | February 2008 | Weird/unexpected/surprise              |              |              |                              |                                         |                                                                                                |                                                 |                             |
| 11   | April 2008    | Minimalist                             |              | 71           | mrfun/SethR                  | Strong AI                               |                                                                                                |                                                 |                             |
| 12   | August 2008   | The tower                              |              | 57           | Hamumu                       | Rise Of The Owls                        |                                                                                                |                                                 |                             |
| 13   | December 2008 | Roads                                  |              | 59           | increpare                    | Rara Racer                              |                                                                                                |                                                 |                             |
| 14   | April 2009    | Advancing wall of doom                 |              | 123          | mrfun/SethR                  | Mind Wall                               |                                                                                                |                                                 |                             |
| 15   | August 2009   | Caverns                                |              | 144          | ChevyRay                     | Beacon                                  |                                                                                                |                                                 |                             |
| 16   | December 2009 | Exploration                            |              | 121          | chuchino                     | Cat Planet                              |                                                                                                |                                                 |                             |
| 17   | April 2010    | Islands                                |              | 204          | xerus                        | Gaiadi                                  |                                                                                                |                                                 |                             |
| 18   | August 2010   | Enemies as weapons                     |              | 172          | invicticide                  | Fail-Deadly                             |                                                                                                |                                                 |                             |
| 19   | December 2010 | Discovery                              |              | 242          | deepnight (Sébastien Bénard) | Time Pygmy                              |                                                                                                |                                                 |                             |
| 20   | April 2011    | It’s dangerous to go alone! Take this! |              | 288          | deepnight (Sébastien Bénard) | Appy 1000mg                             |                                                                                                |                                                 |                             |
| 21   | August 2011   | Escape                                 |              | 599          | Chevy Ray Johnston           | Flee Buster                             | Ian Brock Josh Schonstal Guerin McMurry                                                        | Escape                                          | [ 19 ] [ 20 ] [ 21 ]        |
| 22   | December 2011 | Alone (kitten challenge)               |              | 891          | Pedro Medeiros               | Frostbite                               | Harry Lee Jarrel Seah                                                                          | Midas                                           | [ 22 ] [ 23 ] [ 24 ] [ 25 ] |
| 23   | April 2012    | Tiny world                             |              | 1402         | Tyler Glaiel                 | Fracuum                                 | TurboDindon                                                                                    | Inside My Radio                                 | [ 26 ] [ 27 ]               |
| 24   | August 2012   | Evolution                              |              | 1406         | Nicolas Cannasse             | Evoland                                 | X-0ut                                                                                          | LD24 X0ut                                       | [ 28 ] [ 29 ]               |
| 25   | December 2012 | You are the villain (goat)             |              | 1327         | deepnight (Sébastien Bénard) | Atomic Creep Spawner                    | Free Lives                                                                                     | Ore Chasm                                       | [ 30 ] [ 31 ] [ 32 ]        |
| 26   | April 2013    | Minimalism (potato)                    |              | 2346         | TimTipGames                  | MONO                                    | Mark Foster David Fenn                                                                         | Leaf Me Alone                                   | [ 33 ] [ 34 ]               |
| 27   | August 2013   | 10 seconds                             |              | 2213         | Andrew Shouldice             | Probe Team                              | Graeme Borland                                                                                 | NXTWPN10                                        | [ 35 ] [ 36 ]               |
| 28   | December 2013 | You only get one                       |              | 2064         | Daniël Haazen                | One Take                                | Mark Foster David Fenn Andrew Gleeson                                                          | Titan Souls                                     | [ 37 ] [ 38 ]               |
| 29   | April 2014    | Beneath the surface                    |              | 2497         | Daniel Linssen               | The Sun and Moon                        | Shannon Mason Richard Lems Diane de Wilde                                                      | ScubaBear                                       | [ 39 ] [ 40 ]               |
| 30   | August 2014   | Connected Worlds                       |              | 2538         | PixelMind                    | SuperDimensional                        | Kevin Zuhn Kevin Geisler Chris Stallman Devon Scott-Tunkin                                     | Antbassador                                     | [ 41 ] [ 42 ]               |
| 31   | December 2014 | Entire Game on One Screen              |              | 2637         | Daniel Linssen               | birdsong                                | Simon Larsen Lukas Hansen Frederik Storm                                                       | 90 Second Portraits                             | [ 43 ]                      |
| 32   | April 2015    | An Unconventional Weapon               |              | 2821         | 01010111                     | ＢＥＤ✰ＨＯＧＧ                         | Bogdan Rybak Igor Puzhevich Zi Ye Megan Alcock                                                 | The Rock the Paper and the Scissors             | [ 44 ]                      |
| 33   | August 2015   | You are the Monster                    |              | 2725         | DragonXVI                    | Writhe: The Thing from the Omega Sector | Pietro Ferrantelli Theophile Loaec Augustin Grassien OrikMcFly                                 | Mobs, Inc.                                      | [ 45 ]                      |
| 34   | December 2015 | Growing/two button controls            |              | 2870         | vegapomme27                  | Frank & Stein                           | Big Green Pillow ft Mgaia                                                                      | Slash Quest                                     | [ 46 ]                      |
| 35   | April 2016    | Shapeshift                             |              | 2718         | Daniel Linssen               | windowframe                             | Barney Cumming Dave Lloyd Jon Murphy Paul Dal Pozzo Louis Meyer Adrian Vaughan                 | The Maitre D                                    | [ 47 ]                      |
| 36   | August 2016   | Ancient Technology                     |              | 1912         | No ratings                   | N/A                                     | No ratings                                                                                     | N/A                                             | [ 48 ]                      |
| 37   | December 2016 | One Room                               |              | 2390         | Daniel Linssen               | Walkie Talkie                           | three-way tie: SinclairStrange dustyroom Pietro Ferrantelli                                    | three-way tie: Cancelled Refuge Empty Xenopunch | [ 49 ]                      |
| 38   | April 2017    | A Small World                          | 5065         | 2980         | impbox                       | Smalltrek                               | David Fu Hamdan Javeed Seikun Kambashi                                                         | Honey Home                                      | [ 50 ] [ 51 ]               |
| 39   | July 2017     | Running out of Power                   | 5423         | 2355         | Jezzamon                     | VUEL                                    | Linver Ice King                                                                                | Apocalyptic Gamer                               | [ 52 ]                      |
| 40   | December 2017 | The more you have, the worse it is     | 6175         | 2889         | stevenjmiller                | Permanence                              | DDRKirbyISQ Xellaya                                                                            | Samurai Shaver                                  | [ 53 ]                      |
| 41   | April 2018    | Combine two incompatible genres        | 6827         | 3049         | lukbebalduke                 | DUNK EM UP!                             | Pietro Ferrantelli Sylvain Guerrero Robin Chafouin Joachim Leclerc Boris Warembourg            | Dark Soil                                       | [ 54 ]                      |
| 42   | August 2018   | Running out of space                   | 6405         | 3065         | Goutye                       | Reverse                                 | Jonathan Murphy Louis Meyer Adrian Vaughan Kyle Olson Angelo Di Rosa Ben Weatherall Dave Lloyd | The Not Very Golden Age of Piracy               | [ 55 ]                      |
| 43   | December 2018 | Sacrifices must be made                | 5611         | 2515         | adventureislands             | Total Party Kill                        | Hydezeke                                                                                       | F R I E N D G U N                               | [ 56 ]                      |

Notes:
- † — Competitions were held for only 24 hours.

## Links Adicionais
- Site oficial do evento
- Antigo site do evento
- Lista de eventos Mini Ludum Dare